# جمعية الحاسوب IEEE
جمعية الحاسوب IEEE هو مجتمع محترف تابع لمعهد مهندسي الكهرباء والإلكترونيات (IEEE). والغرض منها ونطاقها هو «تطوير نظرية وممارسة وتطبيق علوم وتكنولوجيا معالجة المعلومات والكمبيوتر» و«المكانة المهنية لأعضائها». تعد أكبر 39 جمعية فنية منظمة في إطار معهد مهندسي الكهرباء والإلكترونيات.
رعى جمعية الحاسوب IEEE ورش العمل والمؤتمرات، وتنشر مجموعة متنوعة من المؤلفات التي راجعها النظراء، وتشغل اللجان الفنية، وتطور معايير الحوسبة IEEE. وهي تدعم أكثر من 200 فصل في جميع أنحاء العالم وتشارك في الأنشطة التعليمية على جميع مستويات المهنة، بما في ذلك التعلم عن بعد، واعتماد برامج التعليم العالي في علوم الكمبيوتر، والشهادة المهنية في هندسة البرمجيات.

## تاريخ

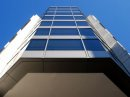
مكتب المقر الرئيسي لجمعية الكمبيوتر IEEE في واشنطن العاصمة

تعود أصول جمعية IEEE للحاسوب إلى اللجنة الفرعية للحوسبة واسعة النطاق، التي أنشأها المعهد الأمريكي للمهندسين الكهربائيين (AIEE) وإلى المجموعة الاحترافية للحواسيب الإلكترونية (PGEC)، التي تأسست عام 1951 بواسطة معهد مهندسي الراديو (IRE). عندما اندمجت AIEE مع IRE في عام 1963 لتشكيل معهد مهندسي الكهرباء والإلكترونيات (IEEE)، أصبحت هاتان اللجنتان هما جمعية الحاسوب IEEE. وضعت المجموعة دستورها ولوائحها الداخلية في عام 1971 لتصبح جمعية IEEE للحاسوب.
يحتفظ سي أس بمقره الرئيسي في واشنطن العاصمة ومكاتب إضافية في كاليفورنيا والصين واليابان.

## الأنشطة الرئيسية
رعى جمعية الحاسوب IEEE ورش العمل والمؤتمرات، وتنشر مجموعة متنوعة من المؤلفات التي راجعها النظراء، وتشغل اللجان الفنية، وتطور معايير الحوسبة IEEE. وهي تدعم أكثر من 200 فصل في جميع أنحاء العالم وتشارك في الأنشطة التعليمية على جميع مستويات المهنة، بما في ذلك التعلم عن بعد، واعتماد برامج التعليم العالي في علوم الكمبيوتر، والشهادة المهنية في هندسة البرمجيات. 

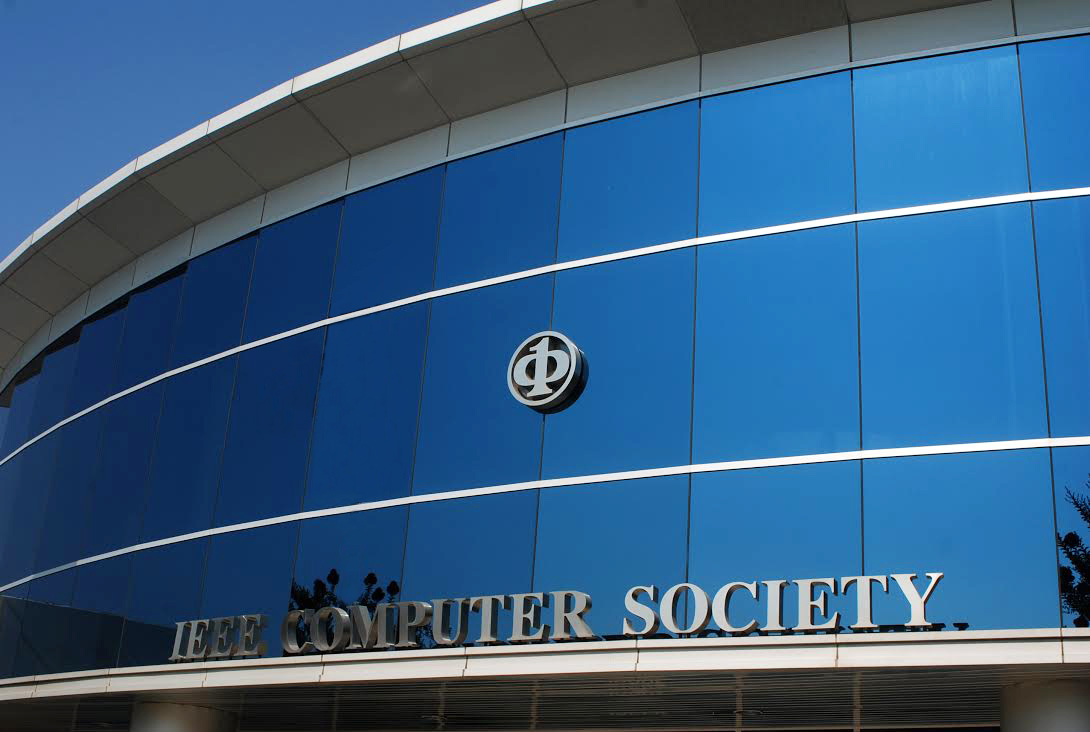
مكتب مطبوعات جمعية الحاسوب IEEE في لوس ألاميتوس، كاليفورنيا